# Dele Alli
Dele Alli, właśc. Bamidele Jermaine Alli (ur. 11 kwietnia 1996 w Milton Keynes) – angielski piłkarz występujący na pozycji ofensywnego pomocnika we włoskim klubie Como 1907. Zdobywca nagrody dla najlepszego piłkarza Premier League młodego pokolenia w 2016.
16 maja 2016 roku znalazł się w grupie 26 zawodników powołanych na Euro 2016. W latach 2015– 2019 reprezentant Anglii.

## Kariera klubowa
W wieku 11 lat Alli dołączył do drużyny młodzieżowej MK Dons. 2 listopada 2012 roku, mając 16 lat, zadebiutował w pierwszej drużynie. Jedenaście dni później zdobył pierwszą bramkę w wygranym meczu z Cambridge 6:1. W sezonie 2013/2014 stał się podstawowym zawodnikiem w drużynie. 11 marca 2014 roku popisał się hat-trickiem, przyczyniając się do zwycięstwa nad Notts County 3:1. Łącznie w tym sezonie rozegrał 37 spotkań, w których siedmiokrotnie wpisał się na listę strzelców.
2 lutego 2015 roku podpisał kontrakt z Tottenhamem. Umowa została zawarta na 5,5 lat, a kwota transferu wyniosła ok. 5 mln funtów. Aby nabrał doświadczenia z powrotem wypożyczono go do MK Dons.
8 sierpnia 2015 roku zadebiutował w Tottenhamie, podczas przegranego meczu Premier League z Manchesterem United. Pierwszą bramkę dla Spurs zdobył dwa tygodnie później przeciwko Leicester City. 13 kwietnia 2016 roku znalazł się wśród nominowanych do nagrody PFA Young Player of The Year, którą ostatecznie zdobył.

## Kariera reprezentacyjna
Alli rozegrał kilka meczów dla reprezentacji Anglii U17 i U18. 27 sierpnia 2014 roku został powołany do reprezentacji Anglii U19. Zadebiutował przeciwko reprezentacji Niemiec. W tym spotkaniu Alli asystował przy bramce Bradleya Fewstera.
W lutym 2015 roku, ogłoszono, że John Fashanu będzie próbował przekonać pomocnika do gry w Nigerii. Jednak 1 października tego roku został włączony do reprezentacji Anglii, której trenerem był Roy Hodgson, aby wziąć udział w meczach kwalifikacyjnych do Euro 2016 z Estonią i Litwą. 9 października po raz pierwszy wystąpił w dorosłej drużynie, wchodząc z ławki rezerwowych za Rossa Barkleya.
17 listopada 2015 roku Alli strzelił pierwszego gola dla drużyny narodowej, pokonując Hugo Llorisa efektownym strzałem z dystansu.

## Życie prywatne
Alli urodził się w Milton Keynes, w hrabstwie Buckinghamshire. Jego ojciec Yoruba Kehinde jest Nigeryjczykiem, a matka Denise Angielką. Ojciec przeprowadził się do Stanów Zjednoczonych tydzień po urodzeniu syna. Dele uczęszczał do Stantonbury Campus i The Radcliffe School w Wolverton.
Alli był początkowo wychowywany przez matkę, która cierpiała na problemy alkoholowe. W wieku 13 lat przeniósł się do domu rodzinnego Alana i Sally Hickford, rodziców innego młodego piłkarza MK Dons. Latem 2016 roku piłkarz zdecydował się nie nosić swojego nazwiska na koszulce, ponieważ nie odczuł żadnego związku z nazwiskiem rodziny Alli, zamiast tego na jego trykocie jest napisane „Dele”.
Alli był fanem Liverpoolu, a jego idolem z dzieciństwa był Steven Gerrard, oraz Frank Lampard, na których zawsze starał się wzorować.

## Statystyki kariery

### Klub
| Klub               | Sezon              | Liga               | Liga    | Liga | Puchar Kraju | Puchar Kraju | League Cup | League Cup | Kontynentalne | Kontynentalne | Inne    | Inne | Razem   | Razem |
| Klub               | Sezon              | Liga               | Występy | Gole | Występy      | Gole         | Występy    | Gole       | Występy       | Gole          | Występy | Gole | Występy | Gole  |
| ------------------ | ------------------ | ------------------ | ------- | ---- | ------------ | ------------ | ---------- | ---------- | ------------- | ------------- | ------- | ---- | ------- | ----- |
| Milton Keynes Dons | 2011–12            | League One         | 0       | 0    | 0            | 0            | 0          | 0          | 0             | 0             | 0       | 0    | 0       | 0     |
| Milton Keynes Dons | 2012–13            | League One         | 2       | 0    | 5            | 1            | 0          | 0          | 0             | 0             | 0       | 0    | 7       | 1     |
| Milton Keynes Dons | 2013–14            | League One         | 33      | 6    | 1            | 0            | 2          | 0          | 0             | 0             | 1       | 1    | 37      | 7     |
| Milton Keynes Dons | 2014–15            | League One         | 39      | 16   | 1            | 0            | 4          | 0          | 0             | 0             | 0       | 0    | 44      | 16    |
| Milton Keynes Dons | Razem              | Razem              | 74      | 22   | 7            | 1            | 6          | 0          | 0             | 0             | 1       | 1    | 88      | 24    |
| Tottenham Hotspur  | 2015–16            | Premier League     | 33      | 10   | 3            | 0            | 1          | 0          | 9             | 0             | 0       | 0    | 46      | 10    |
| Tottenham Hotspur  | 2016–17            | Premier League     | 37      | 18   | 5            | 3            | 0          | 0          | 8             | 1             | 0       | 0    | 50      | 22    |
| Tottenham Hotspur  | 2017–18            | Premier League     | 36      | 9    | 7            | 1            | 2          | 2          | 5             | 2             | 0       | 0    | 50      | 14    |
| Tottenham Hotspur  | 2018–19            | Premier League     | 25      | 5    | 1            | 0            | 4          | 2          | 8             | 0             | 0       | 0    | 38      | 7     |
| Tottenham Hotspur  | 2019–20            | Premier League     | 25      | 8    | 5            | 0            | 1          | 0          | 7             | 1             | 0       | 0    | 38      | 9     |
| Tottenham Hotspur  | 2020–21            | Premier League     | 15      | 0    | 2            | 0            | 2          | 0          | 10            | 3             | 0       | 0    | 29      | 3     |
| Tottenham Hotspur  | 2021–22            | Premier League     | 10      | 1    | 1            | 0            | 2          | 0          | 5             | 1             | 0       | 0    | 18      | 2     |
| Tottenham Hotspur  | Razem              | Razem              | 181     | 51   | 24           | 4            | 12         | 4          | 52            | 8             | 0       | 0    | 269     | 67    |
| Everton            | 2021–22            | Premier League     | 11      | 0    | 0            | 0            | 0          | 0          | 0             | 0             | 0       | 0    | 11      | 0     |
| Everton            | 2022–23            | Premier League     | 2       | 0    | 0            | 0            | 0          | 0          | 0             | 0             | 0       | 0    | 2       | 0     |
| Everton            | Razem              | Razem              | 13      | 0    | 0            | 0            | 0          | 0          | 0             | 0             | 0       | 0    | 13      | 0     |
| Besiktas JK (wyp.) | 2022–23            | Süper Lig          | 13      | 2    | 2            | 1            | 0          | 0          | 0             | 0             | 0       | 0    | 15      | 3     |
| Besiktas JK (wyp.) | Razem              | Razem              | 13      | 2    | 2            | 1            | 0          | 0          | 0             | 0             | 0       | 0    | 15      | 3     |
| Como               | 2024–25            | Serie A            | 1       | 0    | 0            | 0            | 0          | 0          | 0             | 0             | 0       | 0    | 1       | 0     |
| Como               | Razem              | Razem              | 1       | 0    | 0            | 0            | 0          | 0          | 0             | 0             | 0       | 0    | 1       | 0     |
| Ogólnie w karierze | Ogólnie w karierze | Ogólnie w karierze | 282     | 75   | 33           | 6            | 18         | 4          | 52            | 8             | 1       | 1    | 386     | 94    |

### Reprezentacja
| Reprezentacja | Rok   | Występy | Gole |
| ------------- | ----- | ------- | ---- |
| Anglia        | 2015  | 4       | 1    |
| Anglia        | 2016  | 11      | 1    |
| Anglia        | 2017  | 7       | 0    |
| Anglia        | 2018  | 11      | 1    |
| Anglia        | 2019  | 4       | 0    |
| Total         | Total | 37      | 3    |

### Bramki w reprezentacji
| Nr. | Data              | Miejsce                 | Mecz | Przeciwnik | Gol na | Wynik końcowy | Rozgrywki                        |
| --- | ----------------- | ----------------------- | ---- | ---------- | ------ | ------------- | -------------------------------- |
| 1   | 17 listopada 2015 | Wembley Stadium, Londyn | 4    | Francja    | 1–0    | 2–0           | Towarzyski                       |
| 2   | 8 września 2016   | Wembley Stadium, Londyn | 14   | Malta      | 2–0    | 2–0           | 2018 FIFA World Cup kwalifikacje |
| 3   | 7 lipca 2018      | Samara Ariena, Samara   | 28   | Szwecja    | 0–2    | 0–2           | 2018 FIFA World Cup              |

## Sukcesy
Milton Keyenes Dons
- Wicemistrzostwo Football League One: 2014/2015[17]

Tottenham
- Finał Ligi Mistrzów UEFA: 2018/2019

Reprezentacyjne
- 3. miejsce w Lidze Narodów UEFA: 2018/2019

Indywidualne
- Młody Gracz miesiąca w Football League One: sierpień 2014
- Piłkarz miesiąca w Football League One: styczeń 2015
- Piłkarz roku w Football League One: 2014/2015
- Drużyna roku Football League One: 2014/2015
- Drużyna roku Premier League: 2015/2016, 2016/2017
- Młody piłkarz roku w Premier League: 2015/2016, 2016/2017
- Piłkarz miesiąca w Premier League: styczeń 2017